# Portrait de Charlotte-Élisabeth de Bavière
Le portait de Charlotte-Élisabeth de Bavière, duchesse d'Orléans et princesse Palatine du Rhin, a été exécuté en 1713 par le peintre français Hyacinthe Rigaud pour répondre à la sollicitation d'un commanditaire du modèle.

## La commande
Le portrait de la princesse Palatine Élisabeth-Charlotte von Wittelsbach-Simmern (1652-1722) a été peint par Hyacinthe Rigaud afin de satisfaire à une commande du conseiller d'État, Nicolas-Joseph Foucault (1643-1721). Ce dernier, grand collectionneur et érudit, était devenu vers la fin de sa vie, chef du Conseil de celle qu'on appelait « Madame », séduite par son érudition, et désirait un portrait de sa « bienfaitrice ». Rigaud, dans sa biographie de 1716, juge avec suffisamment d'importance cette commande pour y faire référence : 

« Madame la duchesse douairière d’Orléans, princesse palatine de Bavière, ordonna en 1713, à M. Foucault, conseiller d’état et chef de son conseil, auquel cette princesse avoit promis son portrait, d’amener Rigaud à Marly pour le commencer. Le roi fut si frappé de la ressemblance et de la magnificence des ajustements de cet ouvrage, qu’il dit à cette princesse, qu’il vouloit qu’elle le gardât pour elle, et qu’elle en fit faire une copie pour celui à qui elle l’avoit destiné, ce qui fut exécuté. Ce grand prince ajouta que cet ouvrage faisoit honneur à son auteur et qu’il lui en feroit dans tous les temps. »

Fille de Charles-Louis Ier et de Charlotte de Hesse-Cassel, arrachée à son pays natal, le Palatinat, elle fut parachutée à la cour de France où sa rusticité et son franc-parler fit d’elle une amie d’un Louis XIV amusé qui avait discerné les qualités humaines de sa belle-sœur mais aussi la risée d’une cour superficielle et fortement attachée à ses valeurs.
Par son caractère rieur, enjoué, blagueur, et parfois outrancier, Madame apparaît dans le portrait de Rigaud telle qu’elle était, sans idéalisation, sans cette demi-teinte qui apparaît dans d'autres portraits et principalement dans celui jusqu'à présent attribué à Largillierre comme la représentant et où l’on a du mal à la reconnaître. Ce dernier tableau est, depuis le dernier catalogue, rejeté comme représentant la duchesse.

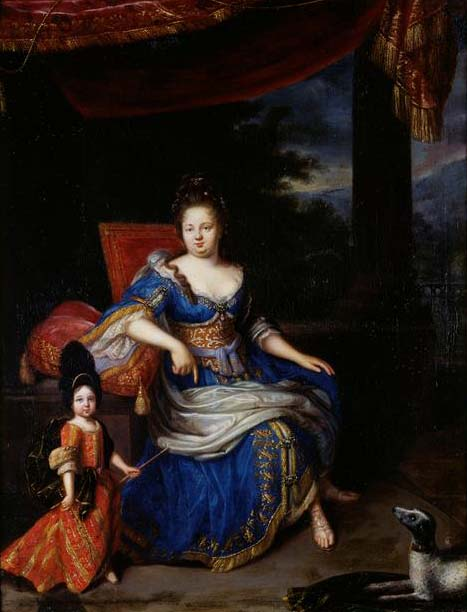
Portrait de la princesse Palatine par Contantin Netscher (1668-1723), château de Blois.

Rigaud n’est pas le moins du monde complaisant, mais il va faire siens, l'auto-description de Madame, laquelle livre son propre portrait à deux reprises. Une première fois dans une lettre à Amelise (22 août 1698) : « J’ai toujours été laide et le suis devenue encore plus depuis la variole. Ma taille est de plus d’une grosseur monstrueuse ; je suis carré comme un dé. Ma peau est d’un rouge tacheté de jaune, je commence à grisonner et mes cheveux sont poivre et sel, mon front et mes yeux tout ridés, mon nez toujours aussi de travers mais très brodé par la variole, ainsi que mes deux joues. J’ai les joues plates, un double menton, les dents gâtées [...]. Voici, chère Amelise, ma jolie figure ».
L’année suivante (10 octobre 1699), écrivant à Sophie de Hanovre, elle poursuit : « Ma graisse est mal placée, de sorte qu’elle me va mal. J’ai, sauf votre respect, un derrière effroyable, un ventre, des hanches et des épaules énormes, la gorge et la poitrine très plates. A vrai dire, je suis une figure affreuse [eine wüste hessliche Figur], mais j’ai le bonheur de ne pas m’en soucier, car je ne souhaite pas que quelqu’un tombe amoureux de moi. Je suis persuadée que mes bons amis ne regarderont que mon caractère, pas ma figure [...] ».
Pour conclure, le portrait que fait d’elle Saint-Simon, à la fois dur et tendre, suit l’effigie fixée par Rigaud : 

« Madame tenait en tout beaucoup plus de l’homme que de la femme. Elle était forte, courageuse, allemande au dernier point, franche, droite, bonne et bienfaisante, noble et grande dans toutes ses manières, et petite au dernier point sur tout ce qui regardait ce qui lui était dû. Elle était sauvage, toujours enfermée à écrire hors les courts temps de cour chez elle ; du reste seule avec ses dames ; dure, rude, se prenant aisément d’aversion et redoutable par les sorties qu’elle faisait quelquefois et sur quiconque ; nulle complaisance ; nul tour de l’esprit quoiqu’elle ne manquât pas d’esprit ; nulle flexibilité ; jalouse, comme on l’a dit, jusqu’à la dernière petitesse, de tout ce qui lui était dû ; la figure et le rustre d’un Suisse, capable avec cela d’une amitié tendre et inviolable [...]. Madame était une princesse de l’ancien temps, attachée à l’honneur, à la vertu, au rang, à la grandeur, inexorable sur les bienséances. Elle ne manquait point d’esprit, et ce qu’elle voyait, elle le voyait très bien. Bonne et fidèle amie, sûre, vraie, droite, aisée à prévenir et à choquer, fort difficile à ramener ; grossière, dangereuse à faire des sorties publiques, fort allemande dans toutes ses mœurs et franche, ignorant toute commodité et toute délicatesse pour soi et pour les autres, sobre, sauvage et ayant ses fantaisies. […] Elle aimait passionnément monsieur son fils, on peut dire follement le duc de Lorraine et ses enfants, parce que cela avait trait à l’Allemagne, et singulièrement sa nation et tous ses parents, qu’elle n’avait jamais vus. »

Dans une lettre datée du 17 août 1710, l’épouse de Monsieur, prend le temps de signaler à la duchesse de Hanovre l’existence du peintre catalan : « Il y a un peintre ici, Rigo, qui bégaye si horriblement qu’il lui faut un quart d’heure pour chaque mot. Il chante dans la perfection et en chantant il ne bégaye pas le moins du monde. » 
Dans une autre missive adressée le 18 juin 1713, à sa demi-sœur, la raugrave Louise, elle parle de son portrait par l'artiste : « Mein contrefait werde ich ma tante schicken, so baldt es möglich wirdt sein können. Ich werde nach mich selber außmahlen laßen, damitt es ein original sein mag ; man hatt sein leben nichts gleichers gesehen, alß Rigeaut mich gemahlt hatt » (« Il m’a si parfaitement reproduite que cela en est étonnant ; vous verrez, chère Louise, à quel point j’ai vieilli ») ». Visiblement satisfaite du travail, la princesse avait bien vite oublié les griefs qu’elle entretenait avec les artistes chargés de la représenter : « Ce n’est pas ma faute si vous n’avez pas encore reçu mon portrait ni celui de mes enfants. J’avais donné ordre à mon surintendant de faire faire ces portraits en toute diligence, mais je n’ai pas voulu qu’on les expédie sans que je les aie vus. Quand on me les montra, je les trouvai affreux : ils ne valaient absolument rien ». Peut-être pense-t-elle à son portrait par Netscher ? Mais elle concède que « on trouve qu’il est difficile de faire mon portrait, car je n’ai pas la patience de poser convenablement ».

## Historique et description

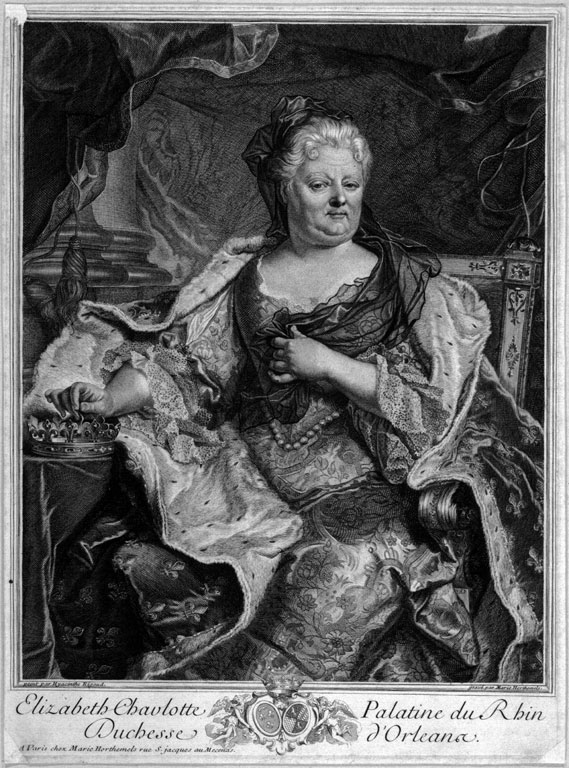
La princesse Palatine par Marie Horthemels d'après Hyacinthe Rigaud - 1714

Le portrait par Rigaud, payé 6000 livres du fait du rang royal du modèle et de la représentation à mi-corps avec accessoire, est connu depuis longtemps par les nombreuses copies existantes. L'exemplaire autographe est désormais à identifier dans l'exemplaire récemment acquis par le Deutsches Historisches Museum de Berlin. En effet, on conserve une trace de date et de signature sur la base de la colonne de droite, ce qui est assez rare chez l'artiste qui ne signait que ses grandes commandes prestigieuses : « [fait] par… / Hy… : R… g… d. / 17… » Les signatures au revers des toiles de l'artiste sont toujours du fait de l'atelier, en guise de pense-bête, et au cas où l'on devrait identifier l'auteur de la toile et la refaire le cas échéant.
De plus, l'œuvre provient des collections du duc d’Orléans puis, par héritage, était passée au comte de Paris[Information douteuse]. Conservée dans le salon de musique du manoir d’Anjou à Woluwe-Saint-Pierre où le « comte » était en exil, la toile fut proposée à la vente Sotheby’s de Monaco, 3 juillet 1993 sous le lot 11. puis, à la suite de l'annulation de la vente, re-proposée au même endroit le 15 décembre 1996 où elle fut acquise par le musée actuel pour 45 735 euros.
La duchesse d'Orléans est figurée assise dans un fauteuil de bois de noyer aux accotoirs de feuilles d'acanthe, accessoire souvent repris par l'artiste dans ces années 1710-1715, ce qui pourrait faire supposer que le meuble lui appartenait. Elle pose face au spectateur, retenant dans sa main droite un voile de gaze noir, symbole de son veuvage, tandis que son autre main se pose délicatement sur une couronne ouverte, symbole de son appartenance à la famille royale française et au duché non souverain d'Orléans.
La « princesse Palatine » est vêtue d'une ample robe de brocard d'or et de feuillages qui cache difficilement son embonpoint (ce qui lui vaut d'être brocardée comme le « Ventre de l'Europe ») et qui est agrémenté d'un gros collier de perles qu'elle poste en ceinture. Jeté sur ses épaules, le manteau fleurdelisé est un autre rappel de son appartenance à la famille régnante de France.
L'exemplaire conservé au musée de Brunswick est sans aucun doute l’une des deux grandes répliques payées en cette même année 1713, contre 2 000 livres, et offerte, en 1716 au duc Auguste-Guillaume de Brunswick-Wolfenbüttel (1662-1731), fils d'un modèle de Rigaud, Antoine-Ulrich de Brunswick-Wolfenbüttel (1633-1714), oncle par alliance de l'empereur et du tsarévitch, qui visitait la France dans le cadre de son Grand Tour, en 1701, en se faisant peindre d’ailleurs par Nicolas de Largillierre. Le duc remercia la princesse qui répondit qu’on lui avait fait trop d’honneur en accrochant son portrait dans le beau château de Salzdahlum.
La copie de Versailles, quant à elle, tronquée sur les côtés et dans sa hauteur semble constituer une commande d’État. La princesse résidant, au terme de sa vie, au Château de Saint-Cloud qui fut détruit en 1871, on peut penser qu’elle avait gardé son effigie dans ses appartements mais qu’elle fit partie des œuvres d’art qui purent être décrochées avant le désastre.
L’estampe de Charles Simonneau plut tant au Régent, fils de « Madame », qu’il ordonna d’en tirer 400 exemplaires afin de les envoyer à George Ier de Grande-Bretagne, cousin germain de sa mère, au prince et à la princesse de Galles, ainsi que les principaux membres des États Généraux des Provinces-Unies. Marie Horthemels, épouse du graveur Tardieu, en livra une estampe semblable, au cadrage plus serré, très inspirée de la planche de Simonneau, mais au visage plus ingrat.
La composition de Claude Guy Hallé rejoint celle de Pierre Imbert Drevet. La princesse est vue en médaillon. Hallé, qui sera le modèle de Legros, disciple de Rigaud, rappelons-le, choisit un thème d’histoire. Drevet, lui, dont la mine est plus délicate, introduit des cornes d’abondance. La drapé que semble avoir inventé Rigaud, et que cite Hulst et Mariette, fait référence à l’hermine du manteau de la princesse, agencé de manière plus serré.

## Copies et travaux
- « 2 de Madame de la même grandeur que l’original » pour 2 000 livres (1713)[8].
- « 2 de Madame » par Bailleul pour 400 livres (1713)[8].
- « 2 de Madame d’Orléans dorière [sic] » par Bailleul pour 400 livres (1714)[9].
- « 1 teste de Madame douairière » par La Penaye pour 12 livres (1714).
- « 1 de Made que je n’ay pas entièrement finie » par La Penaye pour 24 livres (1716)[10].

## Œuvres en rapport
- Huile sur toile. H. 146 ; L. 114. Brunswick, Herzog Anton Ulrich museum. Inv. GG 524[11]. Daté au dos : « 1713 ». Entré dans les collections avant 1716. Cat. Brunswick, 1900, p. 366, n° 524 ; Cat. Brunswick, 1975, p. 10, repr. n° 9 ; Cat. Brunswick, 1976, p. 49 ; Cat. Brunswick, 1991, p. 28 ; Cat. Brunswick, 1993, p. 30 ; Cat. Genf, 1996, p. 242, repr.

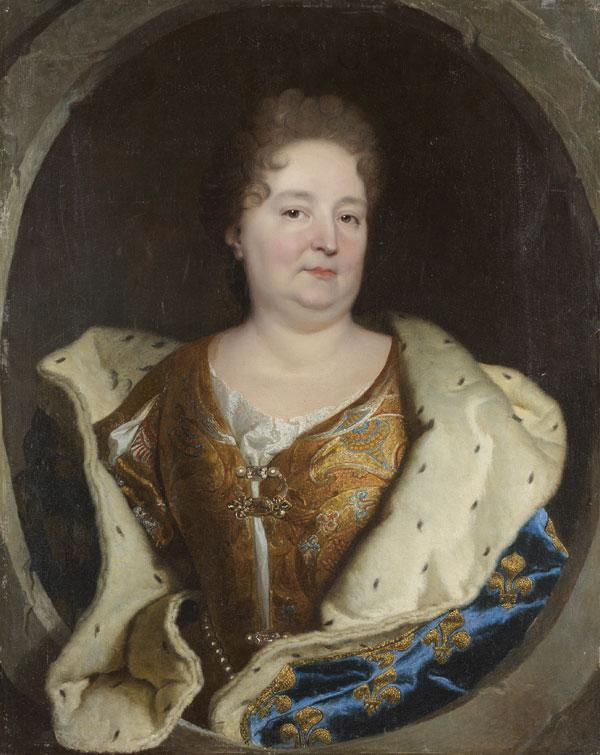
Portrait de la princesse Palatine - Hyacinthe Rigaud et son atelier - v. 1723 - Paris, commerce d'art en 2009

- Huile sur toile d’après Rigaud. H. 132 ; L. 109. Versailles, musée national du château. Inv. 7521, MV2084, LP 637. Ancienne collection d’Orléans. Mentionné au château de Saint-Cloud puis au Palais-Royal. Entré à Versailles sous Louis-Philippe (1834)[12].
- Huile sur toile d’après Rigaud. H. 147 ; L. 116. Genève, musée d’Art et d’histoire. Inv. 1843-3. Offert en 1718 par la duchesse au peintre suisse Jacques-Antoine Arlaud (1668-1743) ; entré à sa mort dans les collections de la bibliothèque de Genève ; déposé en 1843 au musée Rath ; entré au musée d’art et d’histoire en 1910. Arlaud, peintre en miniature était un ami de Rigaud et de Largillierre dont il copiait en petit les portraits.
- Huile sur toile d’après Rigaud. H. 124,5 ; L. 95. Vente Paris, hôtel Drouot (Cornette de Saint-Cyr), 14 décembre 1992, lot. 14, repr. ; vente Versailles, hôtel des Chevau-légers, 14 mai 1995 (Perrin-Royere-Lajeunesse), lot 50 (repr.). En provenance du château d’Eu, collection de Louis Philippe, tronqué comme à Versailles[13]. Lors de la dernière vente on signalait une signature « Peint par Hyacinthe Rigaud 17.. ».
- Huile sur toile d’après Rigaud. H. 82 ; L. 64. Stockholm, National museum. Grh 1175[14]. Version en buste, avec l’inscription suivante : « Madame d’Orléans Princesse Palatine du Rhin, &/ Mère de Philippe Régent de France ». Ancienne collection de la reine Sophia Dorothea de Prusse, sœur de Frédéric II au Château de Monbijou ; Sophia Dorothea, 1758, n° 28 ; par héritage à la reine Louisa Ulrica ; probablement sa sœur, la princesse Sophia Albertina puis à la comtesse Stenbock, née Lolotte Forsberg (1766–1840) qui légua le portrait à la galerie Gripsholm en 1829[15].

- Huile sur toile d’après Rigaud. H. 145,5 ; L. 110,5. Vente Londres, Sotheby’s, 6 décembre 1980, lot 49 (repr.).
- Huile sur toile d’après Rigaud. Château d'Haroué.
- Huile sur toile d’après Rigaud. Château de Vaux-le-Vicomte.
- Huile sur toile d’après Rigaud par Henri Guillemard (1714). Londres, The Royal Collection Trust.
- Huile sur toile d’après Rigaud. H. 81 ; L. 65. Vente Neuilly-sur-Seine, Aguttes, 23 juin 1998, lot 8 (non vendu).
- Huile sur toile (d’après Rigaud ?). H. 146 ; L. 113. Heidelberg, Kurpfälzisches Museum der Stadt Heidelberg, Inv. G 1821. Inscription à gauche : « HYACINTHE RIGAUD ». Ancienne collection Alphonse de Rothschild au château de Ferrières ; coll. priv. Berlin vers 1900 ; coll. Waldemar Distelrath, Güs/Mosel ; acquis avant 1952[16],[17].
- Huile sur toile d’après Rigaud. H. 149,6 ; L. 115,3. Munich, Alte Pinakothek (Bayerische Staatsgemäldesammlungen), Inv. N° WAF 835. Provenance inconnue[18].
- Huile sur toile d’après Rigaud. H. 82 ; L. 65. Vente Paris, hôtel Drouot (Tajan), 14 décembre 2009, lot. 59, repr. La princesse est représentée dans un ovale feint, fait d'une architecture de pierre. Son drapé est identique à celui inventé par l'artiste à l'occasion de l'estampe de Pierre Imbert Drevet. Par contre, le visage est d'une autre main. Probablement cette version a-t-elle été réalisée pour aider le graveur dans sa transposition d'un dessin du drapé ; la face ayant été copiée par un aide d'atelier après le décès, en 1722, du modèle.

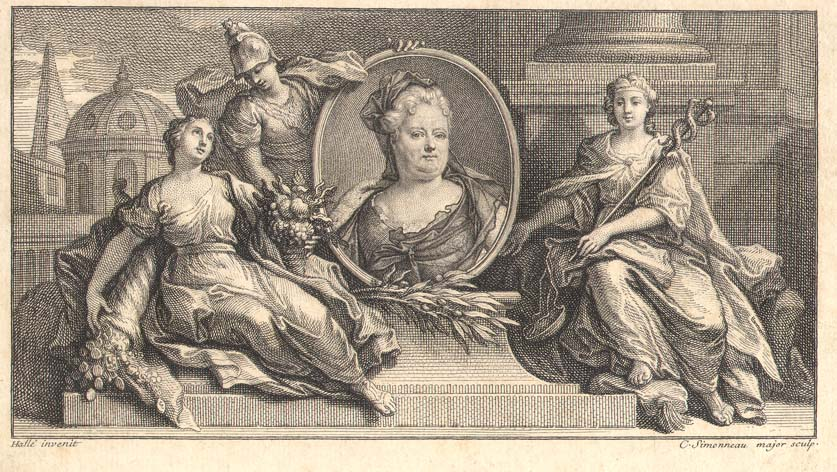
Portrait de la princesse Palatine par Philippe Simonneau d'après Hyacinthe Rigaud et Claude Guy Hallé.

- Gravé par Charles Simonneau en 1714 selon Hulst (épreuve et contre-épreuve de cette estampes dans le recueil de l’école des Beaux-arts), figure jusqu’aux genoux. H. 46,5 ; L. 33,5. Sous le trait carré : « Peint par Hyacinthe Rigaud - Gravé par Charles Simonneau « l’aîné » Graveur Ordinaire du Roy ». En bas de l’estampe, de part et d’autre d’une composition aux armes : « Élisabeth Charlotte - Palatine du Rhin / Duchesse d’Orléans ».
- Gravé par Marie Horthemels après 1714 selon Hulst, d'après la planche de Simonneau ci-dessus mais avec un visage différent et un cadrage plus serré. Dans la bordure, respectivement à gauche et à droit : « Peint par Hyacinthe Rigaud - Gravé par Marie Horthemels ». Dessous, de part et d'autre d'une composition aux armes : « Elisabeth Charlotte Palatine du Rhin / Duchesse d'Orléans ». Dessous : « A Paris chez Marie Horthemels rue S. jacques au Mécénas ».

- Gravé par Charles Simonneau, dans un médaillon au sein d’une mise en scène imaginée par Claude Guy Hallé. Sous le trait carré : « Hallé invenit - C. Simonneau major sculp ».
- Gravé par Pierre Imbert Drevet, petit buste sans mains « enchâssé dans une composition de vignette » pour être placé en tête de l’Oraison funèbre de la princesse par le père S. J. Cathalan : Oraison Funèbre de très-haute, très-puissante et très-excellente Princesse Madame Elisabeth-Charlotte Palatine de Bavière, Duchesse Douairière d'Orléans. Prononcée dans l'Église de Laôn, le 18 mars 1723, Paris, veuve Mazières, 1723. « La tête d’après celle du grand tableau, la draperie ajustée par M. Rigaud pour la place » selon Hulst et Mariette. H. 9,2 ; L. 13,5. Sous le trait carré à gauche et à droite : « Hyacint[tu]s Rigaud Pinxit - Petr[u]s Drevet Sculpsit ».

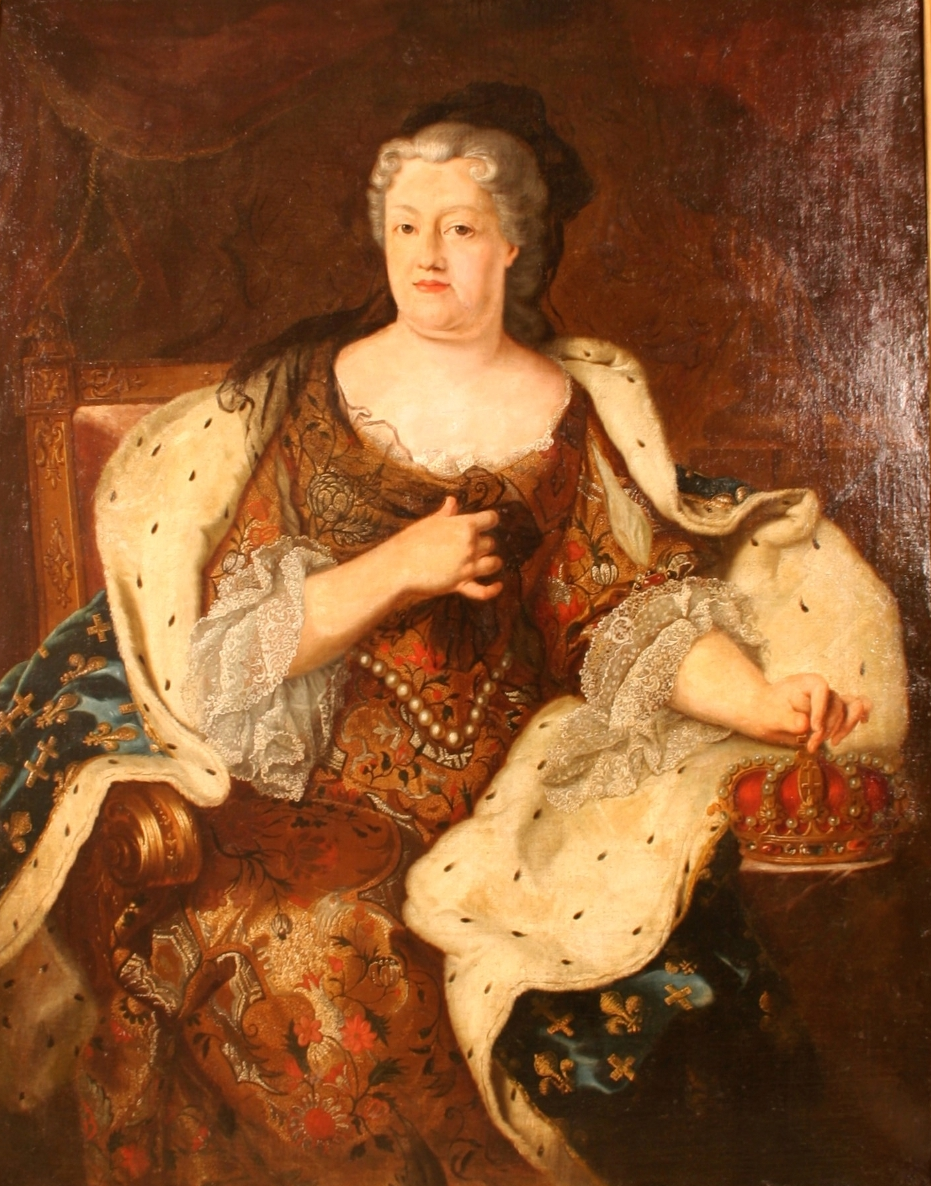
Portrait de la fille de Madame, la duchesse de Lorraine après Hyacinthe Rigaud

- Gravé par François Guibert. Voir Roux, 1931, p. 97, n° 9. 9. « Charlotte Elisabeth de Bavière, Duchesse d'Orléans ». Figurée à mi-jambes, assise de face, la tête tournée à gauche, sous le trait carré : « Peint par H. Rigaud — Gravé par Guibert ». État sans autre lettre que les signatures et le titre, mais avec la bordure, Paris, Bibliothèque Nationale, cabinet des estampes, N 2. État avec, de plus, la notice gravée, même location, Aa. 38 a, in-fol.